# 1832年偽造硬幣罪行法令
《1832年偽造硬幣罪行法令》（2 & 3 Will. IV c.34）是大不列顛及愛爾蘭聯合王國國會的一項法令，旨在綜合所有與贋製及刮削硬幣有關的罪行。此等罪行之前通常屬叛逆罪。該法令將其降級為重刑罪，並廢除了所有針對偽造硬幣罪行的死刑。